# Dana Barros
Dana Bruce Barros (Boston, Massachusetts, 13 de abril de 1967) es un exjugador de baloncesto estadounidense que jugó durante 14 temporadas en la NBA. Con 1,80 metros de altura, jugaba en la posición de base.

## Trayectoria deportiva

### Universidad
Jugó durante 4 temporadas con los Eagles del Boston College, tras los cuales se convirtió en uno de los máximos anotadores de la historia de la universidad. Terminó promediando 19,6 puntos, 3,7 asistencias y 3,2 rebotes por partido.

### Profesional
Fue elegido en la decimosexta posición de la primera ronda del Draft de la NBA de 1989 por Seattle Supersonics, y en los 4 años que permaneció en la franquicia, asumió el rol de suplente de Gary Payton en la posición de base. A pesar de ello, y con apenas 15 o 16 minutos por partido en cancha, rondó los 10 puntos de media por partido. A comienzos de la temporada 1993-94 fue traspasado a Charlotte Hornets a cambio de Kendall Gill. Dos días más tarde, Charlotte traspasó a Barros, Sidney Green y Greg Graham a Philadelphia 76ers a cambio del veterano Hersey Hawkins.
En Philadelphia recibió muchos más minutos de juego que en su anterior etapa en Seattle (31 por partido), lo que le permitió mejorar sus estadísticas, pasando de 7,8 a 13,3 puntos por partido. En su segunda temporada con los Sixers se ganó el puesto de titular, y mejoró en todas sus estadísticas, acabando el año con 20,6 puntos y 7,5 asistencias por partido, lo que le valieron, por un lado, ser elegido para el All Star Game, y por otro ser nombrado Jugador Más Mejorado de la NBA de la Temporada 1994-95. Estableció además un récord de la NBA al anotar al menos un triple durante 89 partidos consecutivos. Apareció durante cuatro años consecutivos en el Concurso de Triples del All-Star Weekend, entre 1992 y 1996.
Tras dos años en los Sixers se convirtió en agente libre, y quiso probar suerte en el equipo de su ciudad natal, los Boston Celtics, donde no obtuvo los éxitos de su anterior equipo. A pesar de ello se mantuvo con unas cifras respetables durante cinco temporadas antes de ser traspasado a Detroit Pistons. En la Temporada 2003-04, y tras dos años fuera de la liga, regresó a Boston, pero tan solo jugó 11 minutos en un partido. 
Se retiró con unas estadísticas de 10,5 puntos y 3,3 asistencias, tras 14 años en las canchas.

## Estadísticas de su carrera en la NBA

### Temporada regular
| Año      | Equipo       | PJ  | PT  | MPP  | %TC  | %3P  | %TL   | RPP | APP | ROB | TPP | PPP  |
| -------- | ------------ | --- | --- | ---- | ---- | ---- | ----- | --- | --- | --- | --- | ---- |
| 1989–90  | Seattle      | 81  | 25  | 20.1 | .405 | .399 | .809  | 1.6 | 2.5 | 0.7 | 0.0 | 9.7  |
| 1990–91  | Seattle      | 66  | 0   | 11.4 | .495 | .395 | .918  | 1.1 | 1.7 | 0.3 | 0.0 | 6.3  |
| 1991–92  | Seattle      | 75  | 1   | 17.7 | .483 | .446 | .759  | 1.1 | 1.7 | 0.7 | 0.1 | 8.3  |
| 1992–93  | Seattle      | 69  | 2   | 18.0 | .451 | .379 | .831  | 1.6 | 2.2 | 0.9 | 0.0 | 7.8  |
| 1993–94  | Philadelphia | 81  | 70  | 31.1 | .469 | .381 | .800  | 2.4 | 5.2 | 1.3 | 0.1 | 13.3 |
| 1994–95  | Philadelphia | 82  | 82  | 40.5 | .490 | .464 | .899  | 3.3 | 7.5 | 1.8 | 0.0 | 20.6 |
| 1995–96  | Boston       | 80  | 25  | 29.1 | .470 | .408 | .884  | 2.4 | 3.8 | 0.7 | 0.0 | 13.0 |
| 1996–97  | Boston       | 24  | 8   | 29.5 | .435 | .410 | .860  | 2.0 | 3.4 | 1.1 | 0.3 | 12.5 |
| 1997–98  | Boston       | 80  | 15  | 21.1 | .461 | .407 | .847  | 1.9 | 3.6 | 1.0 | 0.1 | 9.8  |
| 1998–99  | Boston       | 50  | 16  | 23.1 | .453 | .400 | .877  | 2.1 | 4.2 | 1.0 | 0.1 | 9.3  |
| 1999–00  | Boston       | 72  | 0   | 15.8 | .451 | .410 | .866  | 1.4 | 1.8 | 0.4 | 0.1 | 7.2  |
| 2000–01  | Detroit      | 60  | 0   | 18.0 | .444 | .419 | .850  | 1.6 | 1.8 | 0.5 | 0.0 | 8.0  |
| 2001–02  | Detroit      | 29  | 20  | 20.1 | .385 | .338 | .778  | 2.0 | 2.7 | 0.5 | 0.1 | 6.7  |
| 2003–04  | Boston       | 1   | 0   | 11.0 | .667 | .000 | 1.000 | 0.0 | 0.0 | 0.0 | 0.0 | 6.0  |
| Total    | Total        | 850 | 264 | 22.9 | .460 | .411 | .858  | 1.9 | 3.3 | 0.9 | 0.1 | 10.5 |
| All-Star | All-Star     | 1   | 0   | 11.0 | .400 | .333 | .000  | 1.0 | 3.0 | 0.0 | 0.0 | 5.0  |

### Playoffs
| Año   | Equipo  | PJ | PT | MPP  | %TC  | %3P  | %TL  | RPP | APP | ROB | TPP | PPP |
| ----- | ------- | -- | -- | ---- | ---- | ---- | ---- | --- | --- | --- | --- | --- |
| 1991  | Seattle | 3  | 0  | 8.3  | .692 | .400 | .750 | 1.3 | 1.7 | 1.0 | 0.0 | 7.7 |
| 1992  | Seattle | 7  | 0  | 13.7 | .525 | .588 | –    | 1.0 | 1.1 | 0.6 | 0.0 | 7.4 |
| 1993  | Seattle | 16 | 0  | 8.5  | .468 | .313 | .750 | 0.8 | 0.8 | 0.3 | 0.0 | 3.4 |
| 2002  | Detroit | 4  | 0  | 1.5  | .333 | .000 | –    | 0.0 | 0.3 | 0.0 | 0.0 | 0.5 |
| 2004  | Boston  | 1  | 0  | 1.0  | .000 | –    | –    | 0.0 | 0.0 | 0.0 | 0.0 | 0.0 |
| Total | Total   | 31 | 0  | 8.5  | .510 | .436 | .750 | 0.7 | 0.8 | 0.4 | 0.0 | 4.3 |

## Logros personales
- Jugador Más Mejorado de la NBA en 1995.
- All Star en 1995.
- Mejor porcentaje de triples de la NBA en 1992 (45,6%).